# Apparato centrale computerizzato
L'apparato centrale computerizzato (ACC) rappresenta l'evoluzione tecnologica degli apparati centrali utilizzati per regolare la circolazione ferroviaria in un impianto.
Sono gli eredi della tecnologia tradizionale elettromeccanica (ACE, ACELI, ACEI, ACEIT in ordine di introduzione sulla rete italiana).

## Storia
In ambito delle Ferrovie dello Stato il primo gruppo di studio per lo sviluppo di tali impianti risale al 1985. Il primo ACC attivato all’esercizio in Italia è stato quello di Roma Termini (Ansaldo STS – Ottobre 1999). All'inizio era conosciuto come Apparato Centrale Statico (ACS) mentre la denominazione di ACC è stata ufficializzata con apposita Disposizione di RFI, la 18/2006.

## Tecnica
Gli apparati centrali servono per garantire la movimentazione in sicurezza dei treni (e delle manovre ove previste) nelle località di servizio sia che esse siano adibite al servizio viaggiatori oppure al solo servizio movimento. Questi apparati garantiscono la sicurezza predisponendo e il bloccamento dei percorsi dei treni in stazione, dopo la verifica di tutti gli enti interessati (PL, deviatoi, segnali).
La segnalazione di via libera viene realizzata se tutte le condizioni di sicurezza del percorso sono realizzate e verificate dalla logica dell'apparato.
Gli ACC verificano il blocco di tutti gli enti di piazzale interessati dal movimento treno attraverso una logica software programmata, sostituendo la verifica del bloccamento degli enti da parte di una serie di relè come per gli ACEI.
Gli ACC sono dotati di un monitor con il quadro sinottico della stazione, (Quadro Luminoso a video - QLv) di un altro terminale video dove visualizzare i comandi che è possibile impartire e di una Tasteria funzionale (TF). Nei primi apparati la TF era utilizzata per impartire tutte le tipologie di comando, invece negli apparati più recenti, essi vengono impartiti attraverso un mouse e solo alcuni confermati con la TF ridotta. L'apparato opera le verifiche sugli enti e le condizioni di sicurezza attraverso una logica programmata garantendo alti livelli di sicurezza e permettendo la diagnostica in tempo reale. La logica software migliora i requisiti di disponibilità degli enti velocizzando i movimenti dei treni, aumentando quindi le potenzialità di traffico dell'impianto.
I comandi di itinerario e di istradamento si attuano se, oltre alle necessarie condizioni richieste per la loro formazione, (ad esempio i deviatoi disposti ed i passaggi a livello chiusi) non sono in atto esclusioni di enti interessanti i movimenti stessi oppure altri movimenti incompatibili. Nel caso l'itinerario non possa essere formato per impedimenti o guasti ad uno o più enti, sul Quadro Luminoso a video (QLv) vengono mostrati gli enti interessati dall'anomalia al fine di permettere l'intervento mirato dell'operatore.
Gli ACC introducono anche strumenti di diagnostica automatizzata che permettono al personale della manutenzione di effettuare le operazioni correttive in caso di guasto in tempi notevolmente ridotti rispetto alla soluzione elettromeccanica.
Altra grande innovazione si è avuta con l'introduzione di funzioni di soccorso ed esclusione:
- Funzione di soccorso TX: mirata per ente che consente di superare le condizioni mancanti richieste per la formazione degli Itinerari e degli Istradamenti, in modo da accendere dei segnali per il movimento dei treni in condizioni di degrado (Avvio e Avanzamento).
- Esclusione di singoli enti: tale funzione rende gli enti di piazzale indisponibili per la realizzazione di Itinerari ed Istradamenti, durante ad esempio i lavori di manutenzione.[3]

### Tipologie
Gli apparati centrali computerizzati sono tipicamente di due tipi:
- ACC: controllano un singolo impianto di stazione (standalone);
- ACCM: controllano contemporaneamente più impianti e le relative tratte di blocco ("M" per Multistazione);

Il sistema ACC si interfaccia con i sistemi di circolazione in linea ed i sistemi di blocco che gestiscono il distanziamento treni nelle tratte tra due stazioni limitrofe di tipo tradizionale (relè).
Un impianto dotato di ACCM è chiamato Posto Centrale e concentra le funzioni e le logiche di tutti gli impianti controllati. I Posti Periferici sono dislocati in corrispondenza dei piazzali delle altre località controllate. In tal caso la logica di distanziamento treni tra le località, è incorporata in quella di stazione e tutto ciò e gestito dal Posto Centrale Multistazione.